# ایران آکادمیا
ایران آکادمیا یک مؤسسهٔ آموزشی آنلاین و مردم‌نهاد است که در زمینهٔ آموزش علوم انسانی و علوم اجتماعی فعالیت می‌کند. این مؤسسه در سال ۲۰۱۲ پیرو افزایش محدودیت‌های آموزشی در داخل ایران و به‌منظور آموزش علوم انسانی و اجتماعی به دانشجویان ایرانی به زبان فارسی پایه‌گذاری شده‌است. آصف بیات، داریوش آشوری، رها بحرینی، سعید پیوندی و محمدرضا نیکفر از جمله استادان دانشگاهی این مؤسسه هستند.

## تاریخچه
ایران آکادمیا در سال ۲۰۱۲ و در پی افزایش محدودیت در زمینهٔ آموزش و تحصیل علوم انسانی و علوم اجتماعی پس از وقایع پس از انتخابات ریاست‌جمهوری ۱۳۸۸ در هلند بنیان‌گذاری شد. علیرضا کاظمی، شاهین نصیری و رها بحرینی از جمله پایه‌گذاران این مؤسسه هستند.
به‌گفتهٔ علیرضا کاظمی، یکی از بنیان‌گذاران این مؤسسه، نخستین دورهٔ آموزشی برگزارشده در ایران آکادمیا یک دورهٔ یک‌سالهٔ «مطالعات اجتماعی با رویکردی بینارشته‌ای» بوده‌است که از فوریهٔ ۲۰۱۵ آغاز شد.
درخواست اعتبارسنجی ایران آکادمیا در سال ۲۰۱۶ از سوی چارچوب اعتبارسنجی هلند (NLQF) مورد تأیید قرار گرفت.
منابع مالی این مؤسسه از طریق جمع‌آوری کمک‌های مالی مردمی تأمین می‌شود.

## ثبت‌نام و اعطای مدرک
دوره‌های این مؤسسه تنها برای دانشجویانی است که دارای مدرک کارشناسی در رشتهٔ مرتبط باشند و ثبت‌نام در آن نیز، به گفتهٔ کاظمی، رایگان است.
مدرک اعطاشده از سوی ایران آکادمیا در چارچوب چارچوب ارزیابی اروپا و معادل مدرک کارشناسی ارشد در دانشگاه‌های هلند است. به گفتهٔ شاهین نصیری، یکی دیگر از بنیان‌گذاران این مؤسسه، این مدرک «از سوی سازمان‌های اعتباربخشی علمی در هلند با معیارهای عملی اروپا» صادر می‌شود.

## کادر آموزشی
آصف بیات، داریوش آشوری، رها بحرینی، سعید پیوندی و محمدرضا نیکفر از جمله استادانی هستند که در ایران آکادمیا به آموزشی علوم انسانی و اجتماعی می‌پردازند.